# Pityeja nazada
Pityeja nazada là một loài bướm đêm trong họ Geometridae.